# Focus (revistă)
Focus (titlu scris: FOCUS) este o revistă germană săptămânală de știri.